# Madagaskarand
Madagaskarand (Anas melleri) är en starkt hotad and som enbart förekommer på Madagaskar.

## Utseende
Madagaskarand är relativt stor, 55–68 centimeter lång, mörkbrun med smala ljusa kanter på fjädrarna ovanpå, bredare kanter undertill, ytligt lik en mörk gräsandshona men utan ögonbrynsstreck. Huvudet är mörkt, vingspegeln grön smalt inrammat med vitt, undersidan av vingen iögonfallande vit. Näbben är blekgrå, relativt lång, med mörka fläckar vid näbbassen. Ben och fötter är orange.

## Läte
Lätena liknar gräsandens. Honans kvack är dock ljusare och hanens läte består av tre toner.

## Levnadssätt
Madagaskarand förekommer i våtmarker i inlandet från havsnivån till 2.000 meter över havet. Den återfinns oftast i små åar som rinner österut från högplatån, men hittas också i sjöar, floder, skogsdammar och träsk, framför allt i fuktiga skogsområden.
Boet av torrt gräs och löv placeras på marken nära vatten. Äggläggning sker mellan september och april. Under häckningssäsong förekommer den i par och kan försvara sitt territorium upp till två kilometer. Icke-häckande fåglar samlas ofta i små grupper, vid enstaka tillfällen i större ansamlingar, med flockar på över 200 individer rapporterade på Alaotrasjön.

## Utbredning och status

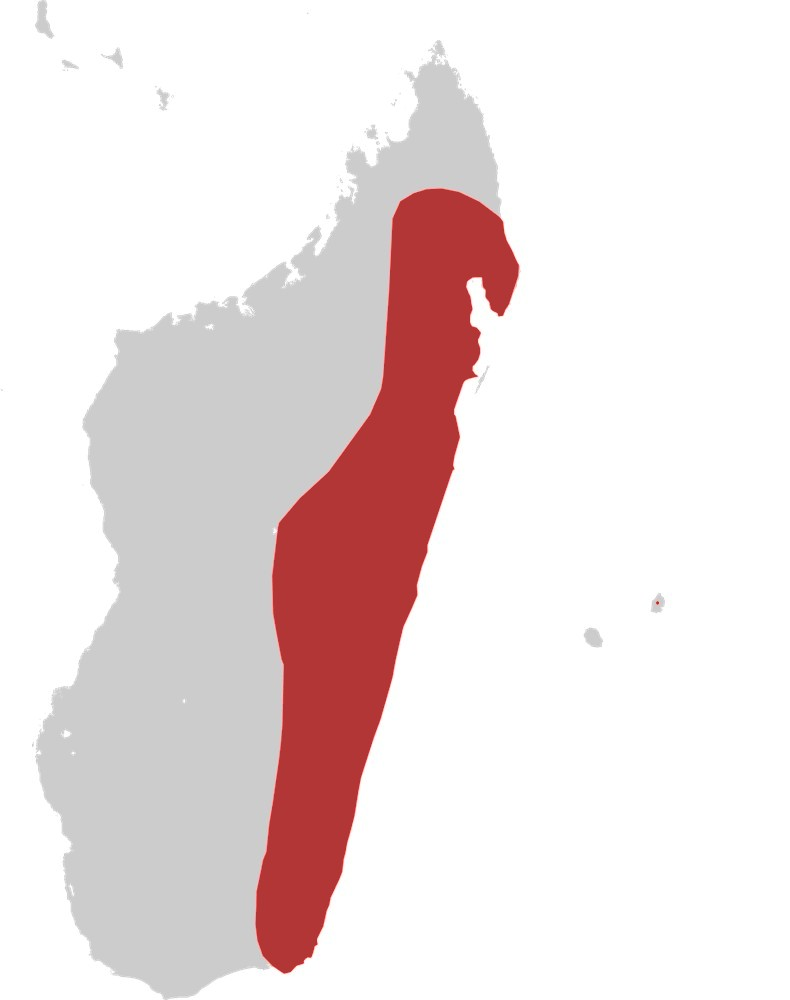
Artens utbredning på Madagaskar.

Fågelns utbredningsområde är på högplatåer på östra Madagaskar. En introducerad population på Mauritius är troligen utdöd. Även om mellaranden tidigare beskrivits som vanligt förekommande i många områden på Madagaskar har den stadigt minskat sedan människan koloniserade ön. Den är troligen inte längre vanlig någonstans, förutom möjligen i skogsområden i nordväst och i våtmarkerna kring Alaotrasjön. Mellan 2 000 och 5 000 individer beräknas återstå. Jakt är vanligt förekommande och arten störs lätt av människans närvaro. Med tanke på detta och på grund av allmän habitatförstörelse kategoriserar internationella naturvårdsunionen  IUCN kategoriserar arten som starkt hotad.

## Namn
Artens vetenskapliga namn är en hyllning till botanisten Charles James Meller. Fram tills nyligen kallades den även mellerand (eller Mellers and) på svenska, men justerades 2022 till ett enklare och mer informativt namn av BirdLife Sveriges taxonomikommitté.